# Michelle Coleman
Pour les articles homonymes, voir Coleman.
Michelle Coleman, née le 31 octobre 1993 à Vallentuna en Suède, est une nageuse suédoise spécialiste de dos et de nage libre. Elle est plusieurs fois médaillée aux Championnats d'Europe dont deux fois individuellement.

## Palmarès

### Championnats du monde
Grand bassin
- Championnats du monde 2015 à Kazan ( Russie) :
  -  Médaille d'argent au titre du relais 4 × 100 m quatre nages.
- Championnats du monde 2024 à Doha ( Qatar) :
  -  Médaille d'argent au titre du relais 4 × 100 m quatre nages.

### Championnats d'Europe
Grand bassin
- Championnats d'Europe 2012 à Debrecen ( Hongrie) :
  -  Médaille d'argent au titre du relais 4 × 100 m nage libre.
- Championnats d'Europe 2014 à Berlin ( Allemagne) :
  -  Médaille d'or du relais 4 × 100 m nage libre.
  -  Médaille d'argent du relais 4 × 200 m nage libre.
  -  Médaille d'argent du relais 4 × 100 m quatre nages.
  -  Médaille de bronze du 100 m nage libre.

Petit bassin
- Championnats d'Europe 2013 à Herning ( Danemark) :
  -  Médaille d'argent au titre du relais 4 × 50 m nage libre.
  -  Médaille de bronze du 50 m dos.
  -  Médaille de bronze au titre du relais 4 × 50 m quatre nages.